# Geometría ordenada
La geometría ordenada es un tipo de geometría que presenta el concepto de intermediación pero, como la geometría proyectiva, omitiendo la noción básica de medición. La geometría ordenada es una geometría básica que forma un marco de trabajo común para las geometrías afín, euclidiana, absoluta e hiperbólica (pero no la geometría proyectiva).

## Historia
Moritz Pasch fue el primero en definir una geometría sin referencia a la medición en 1882. Sus axiomas fueron mejorados por Peano (1889), Hilbert (1899) y Veblen (1904). Euclides anticipó la aproximación de Pasch en la definición 4 de Los Elementos: "una línea recta es aquella que pasa por igual por todos sus puntos".

## Conceptos primitivos
Las únicas nociones primitivas en la geometría ordenada son los puntos A, B, C, ... y la relación de intermediación [ABC], que puede leerse como "B está entre A y C".

## Definiciones
El segmento AB es el conjunto de puntos P tal que [APB].
El intervalo AB es el segmento AB y sus extremos A y B.
El rayo A/B (leído como "el rayo hacia A desde B") es el conjunto de puntos P tal que [PAB].
La línea AB es el intervalo AB y los dos rayos A/B y B/A. Los puntos en la línea AB se dicen colineales.
Un ángulo consiste en un punto O (el vértice) y dos rayos no colineales desde O (los lados).
Un triángulo se define dados tres puntos no colineales (llamados vértices) y sus tres segmentos AB, BC y CA.
Dados tres puntos A, B y C no colineales, un plano ABC es el conjunto de todos los puntos colineales con pares de puntos en uno o dos de los lados del triángulo ABC.
Dados cuatro puntos A, B, C y D no colineales, un espacio (tridimensional) ABCD es el conjunto de puntos colineales con pares de puntos seleccionados a partir de cualquiera de las cuatro caras (regiones planas) del tetraedro ABCD.

## Axiomas de la geometría ordenada
1. Existen al menos dos puntos.
2. Si A y B son dos puntos distintos, entonces existe un punto C tal que [ABC].
3. Si [ABC], entonces A y C son distintos (A≠C).
4. Si [ABC], entonces [CBA] pero no [CAB].
5. Si C y D son puntos distintos en la línea AB, entonces A está en la línea CD.
6. Si AB es una línea, entonces existe un punto C que no está en la línea AB.
7. (Axioma de Pasch) Si ABC es un triángulo y [BCD] y [CEA], entonces existe un punto F en la línea DE tal que [AFB].
8. Axioma de dimensionalidad:
  1. Para la geometría ordenada plana, todos los puntos están en un único plano, o
  2. si ABC es un plano, entonces existe un punto D que no está en el plano ABC.
9. Todos los puntos están en el mismo plano, espacio, etc. (dependiendo de la dimensión que uno elija para trabajar).
10. (Axioma de Dedekind) Para toda partición de todos los puntos de una línea en dos conjuntos no vacíos tal que ninguno de los puntos de cualquiera se sitúa entre dos puntos de la otra, existe un punto de uno de los conjuntos que se sitúa entre todos los otros puntos de ese conjunto y todo punto del otro conjunto.

Los axiomas están fuertemente relacionados con los axiomas de orden de Hilbert.

## Resultados

### El problema de Sylvester de los puntos colineales
El teorema de Sylvester-Gallai puede probarse dentro de la geometría ordenada.

### Paralelismo
Gauss, Bolyai y Lobachevsky desarrollaron una noción de paralelismo expresable en la geometría ordenada.
Teorema (existencia del paralelismo): Dados un punto A y una línea r que no pasa por A, existen exactamente dos rayos desde A en el plano Ar que no cortan a r. Por ello, existe una línea paralela a través de A que no corta a r.
Teorema (transmisibilidad del paralelismo): El paralelismo de un rayo y una línea se preserva añadiendo o sustrayendo un segmento del inicio del rayo.
La simetría del paralelismo no puede probarse en la geometría ordenada. De este modo, el concepto de paralelismo ordenado no define una relación de equivalencia sobre líneas.